# Nostima ilytheoides
Nostima ilytheoides är en tvåvingeart som beskrevs av Cresson 1941. Nostima ilytheoides ingår i släktet Nostima och familjen vattenflugor.
Artens utbredningsområde är Costa Rica. Inga underarter finns listade i Catalogue of Life.